# 기원전 23년

## 연호
- 전한(前漢) 양삭(陽朔) 2년

## 기년
- 전한(前漢) 성제(成帝) 10년
- 신라(新羅) 혁거세 거서간(赫居世居西干) 35년
- 고구려(高句麗) 동명성왕(東明聖王) 15년

## 탄생
- 헤로데 아르켈라오스 - 사마리아, 유대, 이도메이아 지방을 다스린 분봉왕